# Kleingebiet Pétervására
Das Kleingebiet Pétervására (ungarisch Pétervásárai kistérség) war bis Ende 2012 eine ungarische Verwaltungseinheit (LAU 1) innerhalb des Komitats Heves in Nordungarn. Während der Verwaltungsreform 2013 erfuhr die Zuordnung der Ortschaften keine Änderung. Alle 20 Ortschaften wurden in den Kreis Pétervására (ungarisch Pétervásárai járás) übernommen.
Ende 2012 lebten auf einer Fläche von 475,07 km² 21.381 Einwohner. Die Bevölkerungsdichte des zweitbevölkerungsärmsten Kleingebiets war mit 45 Einwohnern/km² die niedrigste im Komitat.
Der Verwaltungssitz befand sich in der einzigen Stadt Pétervására (2.306 Ew.). Die beiden Ortschaften Parád und Recsk waren Großgemeinden (ungarisch nagyközség) mit über 2.000 Einwohnern. Diese und die 17 Gemeinden (ungarisch község) hatten eine durchschnittliche Einwohnerzahl von 1.004 (auf je 23,22 km² Fläche). 

## Ortschaft
| Bodony      | Bükkszék      | Bükkszenterzsébet | Erdőkövesd | Fedémes       |
| Istenmezeje | Ivád          | Kisfüzes          | Mátraballa | Mátraderecske |
| Parád       | Parádsasvár   | Pétervására       | Recsk      | Sirok         |
| Szajla      | Szentdomonkos | Tarnalelesz       | Terpes     | Váraszó       |